# 1943 en Grèce
Chronologie de la Grèce
- 1939
- 1940
- 1941
- 1942
- 1943
- 1944
- 1945
- 1946
- 1947

Cette page concerne les évènements survenus en 1943 en Grèce  :

## Évènement
- Grande Famine (1941-1944)
- 11-12 février : Bataille de Merítsa
- 16-17 février : Massacre de Domenikon
- 23 février : Exécutions de Milos (en)
- 4-6 mars : Bataille de Fardýkambos
- mars : début de la Shoah en Grèce sous occupation bulgare
- 7 avril : Konstantínos Logothetópoulos est démis de ses fonctions de Premier ministre collaborationiste du gouvernement grec et remplacé par Ioánnis Rállis.
- 14 mai : les forces de l'Armée populaire de libération nationale grecque (ELAS) attaquent le régiment 5/42 du mouvement de la Libération nationale et sociale (EKKA).
- 8-9 juin : Bataille de Pórta (en)
- 21 juin - 11 juillet : Opération Animals : sabotage en Grèce, pour tromper les puissances de l'Axe en leur faisant croire que la Grèce est la cible d'un débarquement amphibie allié, au lieu de la Sicile.
- 23 juin : les forces de l'ELAS attaquent le régiment 5/42 du mouvement de l'EKKA, dissout par la force.
- 5 juillet : les principaux groupes de résistance grecs concluent le pacte des groupes nationaux (en).
- 22 juillet : Manifestations de masse à Athènes contre les plans allemands visant à étendre la zone d'occupation bulgare en Macédoine grecque.
- 15 août : Bataille de Trahíli (en)
- 16 août : Massacre de Komméno
- 27 août : Destruction de Vorízia (en)
- septembre : Sauvetage des Juifs de Zante
- 8 septembre :
  - La garnison italienne de Kastellórizo se rend aux Alliés.
  - Jürgen Stroop est nommé  chef supérieur de la SS et de la Police (HSSPf) pour la Grèce.
- 8 septembre - 22 novembre : Campagne du Dodécanèse
- 9-11 septembre : le général Ulrich Kleemann s'empare de Rhodes (Bataille de Rhodes).
- 14-16 septembre : Massacres de Viánnos
- 19-29 septembre : Exécutions de Paramythiá (en)
- 21-26 septembre : Massacre de la division Acqui
- 26 septembre - 16 novembre : Bataille de Leros
- 3 octobre : Massacre de Lyngiádes
- 3-4 octobre : Bataille de Kos
- 4-6 octobre : Massacre de Kos (en)
- 6 octobre : Incendies de Kalí Sykiá (en)
- 8 octobre : Exécutions de Kallikrátis
- 18 octobre : Naufrage du MS Sinfra (en)
- 3-4 novembre : Bataille de Kos
- 9 novembre : Walter Schimana est nommé  chef supérieur de la SS et de la Police (HSSPf) pour la Grèce.
- 13 décembre : Massacre de Kalávryta
- 14 décembre : Bombardement d'Athènes par les Alliés.
- 15 décembre : Bombardement du Pirée par les Alliés.
- 18 décembre : Massacre de Drakeia

## Création
- 23 février : Organisation panhellénique unie de la jeunesse (en)
- Bataillons de sécurité
- Esperos Kallitheas (en), club sportif de Kallithéa.
- Marine populaire de libération hellénique (el)
- Office d'administration des biens juifs
- Ohrana (en), détachements collaborationnistes armés organisés par l'ancienne Organisation révolutionnaire intérieure macédonienne.
- Organisation nationale de Crète, organisation de la résistance.
- Organisation pour la protection de la lutte populaire (en) (renommée Garde civile nationale (en) en 1944).

## Dissolution - démolition
- Nomes d'Attique et Béotie (el)
- Parti national-socialiste grec
- Théâtre municipal de Corfou
- Prometheus II (en), groupe de la résistance.

## Sortie de film
- La Voix du cœur

## Sport
- Championnat panhellénique (1942-1943) (en) (football)

## Naissances
- 13 janvier : Eirini Marra (el), écrivaine.
- 29 mars : Vangelis, musicien et compositeur.

## Décès
- 14 janvier : Ioánnis Tsigántes-Svorónos (ru), officier grec ayant tenté un coup d'État.
- 27 janvier : Miltiadēs Malakasēs (ru), poète.
- février : Polykarpos Sakellaropoulos (ru), évêque de Constantinople.
- 4 février : Kóstas Perríkos (el), militaire.

- Ólga Bakόla (el), tisserande, communiste et résistante.
- Giánnis Chasavétis (en), virtuose du bouzouki.
- Haimaki Cohen, personnalité politique.
- Constantin Dimitriadis, sculpteur.
- Konstantίnos Diovouniótis (el), théologien et professeur d'université.
- Kosta Dumov (bg), communiste.
- Nikólaos Eleftheriádis (el), avocat.
- Dimostenis Florias (bg), personnalité politique.
- Jerzy Iwanow-Szajnowicz (pl), footballeur.
- Andréas Kefallinós (el), écrivain et personnalité politique.
- Ioakeίm Lioulias (el), archimandrite de Thessalonique.
- Aléxandros Mazarákēs-Ainian (el), général.
- Kostís Palamás, poète et dramaturge.
- Mítsos Papanikoláou (el), poète.
- Elim Pavlovich Demidov (en), 3e prince de San Donato.
- Achilléas Protosýngelos (en), officier.
- Menélaos Sakórrafos (el), médecin.
- Kóstas Spéras (el), syndicaliste.
- Ioánnis Zervós (el), écrivain.